# Melania Falcón González
Melania Falcón González (Las Palmas de Gran Canaria, 27 de abril de 1992) es una jugadora de balonmano española que juega de extremo derecho en el Rocasa Gran Canaria.

## Trayectoria
Criada en las canchas canarias, llegó al club en categoría cadete de segundo año y debutó con el Balonmano Remudas en la máxima categoría nacional en 2007.
Eterna segunda capitana (a la sombra de María González primero y Silvia Navarro después), llegó a la capitanía en 2024. Mujer de un solo club, ha competido con la camiseta del Rocasa Gran Canaria toda su trayectoria. Con el conjunto canario ha ganado todas las competiciones españolas (Liga, Copa y Supercopa) además de tres títulos europeos (dos Challenge Cup y una European Cup), participando en todos los títulos del club hasta la fecha. Debutó en Europa en la temporada 2013/14. Su mejor temporada personal ha sido la 2013/14 dónde, en 26 partidos de Liga, anotó 108 tantos.
Fue internacional juvenil y júnior, aunque no ha debutado con la absoluta.

### Clubes(Datos desde 2010 hasta el 15 de junio de 2024)[9]
|          | Liga | Copa | EHF |
| -------- | ---- | ---- | --- |
| Partidos | 321  | 31   | 72  |
| Goles    | 850  | 97   | 172 |

## Títulos
- 1 x Liga DHF (2018/19)
- 2 x Copa de la Reina (2014/15, 2016/17)
- 2 x Supercopa de España (2017/18, 2019/20)
- 2 x Challenge Cup (2015/16, 2018/19)
- 1 x European Cup (2021/22)